# Thomas Edward Cliffe Leslie

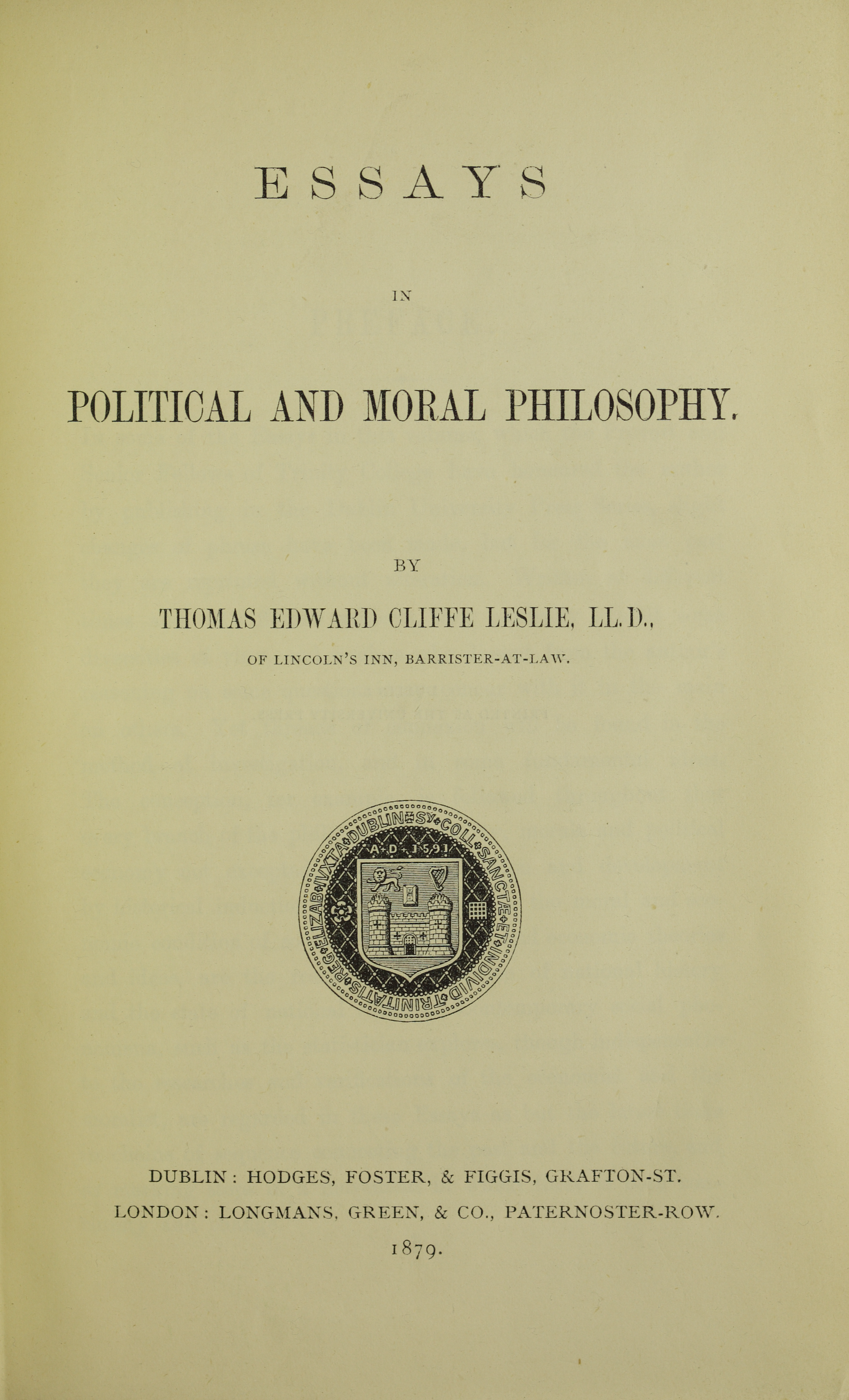
Essays in political and moral philosophy, 1879.

Thomas Edward Cliffe Leslie, född 21 juni 1825 i grevskapet Wexford, död 27 januari 1882 i Belfast, var en irländsk nationalekonom.
Leslie var en kort tid advokat och blev 1853 professor i rättsvetenskap och nationalekonomi vid Queen's College i Belfast, men bodde större delen av året i London, där han var medarbetare i de stora tidskrifterna och sedan 1869 examinator i nationalekonomi vid Londons universitet. 
Leslie blev i Storbritannien grundläggaren av den historiska skolan inom nationalekonomin, vilken skola där fick sin ännu mer verksamme representant i John Kells Ingram. Med självständighet anslutande sig till den tyska historiska skolan, yrkade han, att den ekonomiska vetenskapen måtte behandlas i ständigt sammanhang med övriga grenar av samhällsläran samt efter realistisk-induktiv metod, med historien som belysningsmedel för de ekonomiska företeelserna, i stället för den abstrakt-deduktiva metod, vilken, särskilt genom David Ricardo, blivit den klassiska skolans. Leslie, som klart insåg jordfrågans växande betydelse för såväl Irland som England, strävade att ådagalägga, hur det där härskande jordfördelningssystemet vore alltför tyngt av feodala element för att kunna tjäna det moderna industrisamhällets ändamål. 
Leslies viktigaste arbeten är Essays on Wages (1808), Land Systems and Industrial Economy of Ireland, England and Continental Countries (1870), Financial Reform (1871) och Essays in Political and Moral Philosophy (1879; andra upplagan 1888). Manuskriptet till ett av honom länge förberett arbete om Englands ekonomiska och rättsliga historia förlorades 1872 under en resa i Frankrike (artikeln History and Future of Profit, i "Fortnightly Review" 1881, är troligen ett utdrag av detta).